# Groves (Texas)
Groves (ursprünglich Pecan Grove) ist eine Stadt im Jefferson County im US-Bundesstaat Texas. Das U.S. Census Bureau hat bei der Volkszählung 2020 eine Einwohnerzahl von 17.335 auf einer Fläche von 13,44 km² ermittelt.

## Geschichte
1886 zog Sam Courville mit seiner Familie von einer Siedlung am Sabine Lake in Port Arthur auf ein 2,5 km² (640 acre) großes Stück Land um.
In derselben Gegend kaufte John Warne Gates um 1911 zusätzliche Grundstücke. 1916 wurde das Land den Brüdern Griffing aus Port Arthur übertragen, die drei Jahre später unter der Aufsicht von Wiley Choate, einem Angestellten der Griffing Brothers Nursery, mehrere tausend Pekannussbäume auf einer Fläche von 385 Hektar anpflanzen ließen. Im Jahr 1921 übernahm die Port Arthur Land Development Company das Gelände und teilte das Land auf. Die Wohngegend Pecan Grove entstand, die später zu Ehren von Asa Groves, einem Repräsentanten der Port Arthur Land Development Company, in Groves umbenannt wurde.
1927 wurde ein Postamt eingerichtet und 1929 folgte eine Schule; eine öffentliche Bibliothek wurde ein Jahr später errichtet. Die Gemeinde entwickelte sich rasch zu einer Station der Kansas City Southern Railway. 1936 wurde die Atlantic Refinery in Betrieb genommen. 1940 bekam die Gemeinde ein öffentliches Wassersystem und während der 1940er Jahre wurden mehrere bürgerliche Organisationen gegründet, darunter der örtliche Lions Club, die Handelskammer und die Freiwillige Feuerwehr. In den frühen 1950er Jahren hatte Groves eine geschätzte Bevölkerung von 1.300 Einwohnern. Im Jahr 1952 stimmten die Einwohner der Stadt mit 1.079 zu 262 Stimmen für die Eingliederung von Groves in die Gemeinde. Es kam rasch zu einem Bevölkerungswachstum, das bei der Volkszählung von 1960 bereits 17.000 Einwohner erreichte und bis 1970 auf 18.067 Einwohner anstieg; zu Beginn des 20. Jahrhunderts ging die Population langsam zurück. Im Jahr 2000 war Groves die viertgrößte Stadt im Jefferson County, nach Beaumont, Port Arthur und Nederland.

## Söhne und Töchter der Stadt
- Greg Davis (* 1951), US-amerikanischer College Footballtrainer.
- Mary Karr (* 1955), US-amerikanische Autorin; die in ihrem Buch The Liars' Club verarbeiteten Memoiren basieren auf ihrer Kindheit in Groves.